# Jean-Marie Lamblard
 (mai 2012).
Si vous disposez d'ouvrages ou d'articles de référence ou si vous connaissez des sites web de qualité traitant du thème abordé ici, merci de compléter l'article en donnant les références utiles à sa vérifiabilité et en les liant à la section « Notes et références ».
Jean-Marie Lamblard, né le 28 avril 1935 à Tavel (Gard) et décédé le 10 août 2018 à Ivry-sur-Seine,est un romancier et essayiste, historien et conteur, docteur en ethnozoologie et spécialiste du monde méditerranéen.

## Biographie
Ses premières années se passent dans un petit village du vignoble gardois, dans une famille modeste, son père étant boulanger. Son enfance et sa personnalité seront marquées par un instituteur adepte de la méthode pédagogique de Célestin Freinet, fondée sur l'expression libre des enfants : texte et dessin libre, correspondance interscolaire, imprimerie et journal scolaire, etc. La graine de l’observateur est semée en lui quand il quitte l’école à treize ans pour aider son père au fournil.
Il découvre le théâtre au festival d’Avignon. Alors qu’il envisage d’être comédien, il doit pourtant entrer en apprentissage de pâtissier à Vaison-la-Romaine. En 1956, il est appelé sous les drapeaux : deux années en Algérie en maintien de l’ordre, et expédition de Suez. Alors qu’il est chef de poste dans une ferme de la Mitidja, il découvre une bibliothèque ayant appartenu à un pasteur protestant et passe son temps à lire Virgile, Pline, Jean-Henri Fabre, Ernest Renan, la Bible etc.
Au retour, son père, ayant dû abandonner la boulangerie, s’est fait éleveur d’oiseaux. Il doit prendre part à l’élevage et s’oriente vers la méléagriculture (terme dont il a la paternité), c'est-à-dire l’élevage de pintades.
Il décide de reprendre ses études. C’est lors d’une rencontre avec Théodore Monod au Muséum national d'histoire naturelle, que celui-ci lui propose de préparer un doctorat en ethnozoologie.
Sa passion du théâtre l’amène à entrer dans la troupe avignonnaise d'André Benedetto, où il collabore à plusieurs spectacles. Il participera aussi aux aventures du Théâtre de la Carriera de Claude Alranc.
Après les événements de Mai 68, dont les grèves dans les transports entraînèrent la faillite de la coopérative méléagricole, il achève sa thèse, et se passionne pour l’archéologie et l’ethnologie. Le delta rhodanien et la Crau seront ses terrains de recherche, d’où il tirera une recension de la tradition orale en Provence maritime, ainsi qu’un premier roman sur le monde des bergers : L’Uiard. Les découvertes archéologiques sur les sites gréco-ligures de Provence seront à la source de son deuxième roman, Les Guerriers Nus.
En 1973, il crée et anime le Festival Populaire de Martigues en association avec les communautés culturelles du pays Martégal[réf. nécessaire]. En 1979, il soutient sa thèse à la Sorbonne. La chanteuse et amie Colette Magny y est présente, et elle créera d’ailleurs un spectacle musical « Kevork, ou le Délit d’Errance », inspiré par les pintades de Jean-Marie Lamblard.
De 1983, jusqu’en 1997, année où il remet sa démission, et parallèlement à son travail d’écrivain, il est conseiller puis inspecteur général au ministère de la culture[réf. nécessaire]. Depuis, il continue son travail et ses recherches, avec la Méditerranée pour domaine. Ses écrits s’attachent aux liens historiques et fraternels qui relient les peuples des deux rives. Son dernier ouvrage Rhapsodie Méditerranéenne est paru en 2010.

## Œuvres
- Récits et contes populaires de Provence, avec J. Lacroix, Éditions Gallimard, 1979.
- L'Uiard, roman, Éditions Fédérop-Bernard Lesfargues, 1987.
- Les Guerriers Nus -1-, roman, Éditions Fédérop, 1993.
- Le Sacrilège de Mai, Sétif 8 mai 1945, dans « Les écrivains et la guerre » Europe, no 796, Paris, 1995.
- Le Vautour, mythes et réalités, préface de Jean Yoyotte, Éditions Imago, Paris, 2001.
- L'Oiseau Nègre, l’Aventure des pintades dionysiaques, préface d’Ernest Pignon-Ernest, Éditions Imago. Paris, 2003. (Prix de la Société des Gens de Lettres).
- Les Funérailles célestes, dans « L’Archéologue, Archéologie Nouvelle », no 72, juin 2004.
- Miréio, poème musical d’après Frédéric Mistral, CD, (collaboration Corou de Berra ), Buda-Musique, Paris, 2004.
- Les Guerriers nus -2-, roman, Éditions Imago. Paris, 2006.
- Rhapsodie Méditerranéenne, Essai métissé. Éditions Loubatières-Libre parcours, Toulouse. 2010.
- Lettres d'Archipel, Bloc-notes de Jean-Marie Lamblard. Histoires, fables et récits, contes et énigmes de Méditerranée[7]